# مدافعان حقوق بشر
مدافعان حقوق بشر یا بنیاد بین‌المللی حمایت از مدافعان حقوق بشر، یک سازمان حقوق بشری در جمهوری ایرلند است که در سال ۲۰۰۱ بنیان‌گذاری شد تا از مدافعان حقوق بشر در معرض خطر محافظت کند.